# 재닛 리
재닛 리(Janet Leigh, 1927년 7월 6일 ~ 2004년 10월 3일)는 미국의 배우이다. 배우 제이미 리 커티스의 모친이다. 앨프리드 히치콕 감독 영화 《싸이코》의 메리언 크레인 역을 통해 전 세계적으로 이름을 알렸으며, 이 역을 통해 골든 글로브상 여우조연상을 수상했다.

## 출연 작품
- 작은 아씨들 (1949)
- 싸이코 (1960)
- 페페 (1960)
- 안개 (1980)
- 할로윈 7: H20 (1998)